# Psilocybe aztecorum
Espèce
Classification phylogénétique
Psilocybe aztecorum est un champignon hallucinogène de la famille des Strophariaceae.